# 1590년
1590년은 월요일로 시작하는 평년이다.

## 연호
- 명(明) 만력(萬曆) 18년
- 일본(日本) 덴쇼(天正) 18년
- 후 레 왕조(後黎朝) 꽝흥(光興) 13년
- 막 왕조(莫朝) 흥찌(興治) 3년

## 기년
- 류큐(琉球) 쇼네이왕(尚寧王) 2년
- 명(明) 신종 만력제(神宗 萬曆帝) 18년
- 조선(朝鮮) 선조(宣祖) 23년
- 후 레 왕조(後黎朝) 세종(世宗) 18년
- 막 왕조(莫朝) 막머우헙(莫茂洽) 26년

## 사건
- 도요토미 히데요시의 일본 통일
- 조선 선조가 일본에 사신파견.
- 1582년에 바티칸에 간 일본인 4명 귀국.

## 탄생
- 7월 13일 - 교황 클레멘스 10세, 239대 로마 교황.